# Gasreinigungssystem
Ein Gasreinigungssystem, auch Gasreinigungsanlage, Purifier System oder Purifier dient der Erzeugung einer Reinstgasatmosphäre in einem geschlossenen Raum, z. B. einem Handschuhkasten (glove box).

## Reinigungsprinzipien
- Das Gas wird einmalig durch das Gasreinigungssystem aufbereitet und dann mittels Überdruck in den Raum geblasen, Überschüsse fließen über Ventile aus dem Raum ab (Hochdruck-Gasreinigungssysteme).
- Das Gas wird ständig zwischen dem Raum und der Gasreinigungsanlage umgewälzt und kontinuierlich aufbereitet (Umwälz-Gasreinigungssysteme). Die Umwälzung wird mit Hilfe eines Hochleistungsgebläses in der Gasreinigung gewährleistet.

## Anwendungsbeispiel
Die Inertgas-Atmosphäre des Handschuhkastens wird kontinuierlich über das Gasreinigungssystem umgewälzt. Die Gasreinigung entzieht dem Gas Sauerstoff und Feuchtigkeit mittels Kupferkatalysator und Molekularsieb. Dadurch werden in der Box Reinheitsgrade von bis zu < 1 ppm O2 und < 1 ppm H2O erreicht.
Je nach Anwendungsgebiet können dem Gas aber auch Stickstoff, Lösungsmittel oder aber auch nur Staubpartikel mit Hilfe der Gasreinigungsanlage entzogen werden.
Gasreinigungssysteme können auch für Reinraumtechnologien eingesetzt werden oder für Anlagen die mikrobiologischen oder medizintechnischen Anwendungsbereichen.